# Carlingwark Loch
Carlingwark Loch är en sjö i Storbritannien.   Den ligger i riksdelen Skottland, i den centrala delen av landet, 400 km nordväst om huvudstaden London. Carlingwark Loch ligger 63 meter över havet.  Trakten runt Carlingwark Loch består i huvudsak av gräsmarker.